# Santiago Rodríguez (calciatore 2000)
Santiago Mariano Rodríguez Molina, noto semplicemente come Santiago Rodríguez (Montevideo, 8 gennaio 2000), è un calciatore uruguaiano, centrocampista del Botafogo.

## Caratteristiche tecniche
Soprannominato Mosquito per via del fisico minuto, è un centrocampista di piede destro che predilige agire da trequartista dietro le punte, dove grazie all'ottima tecnica di base può cercare l'assist per i compagni o il tiro da fuori. Talvolta è stato impiegato anche come regista.

## Carriera

### Club
Cresciuto nel settore giovanile del Nacional, ha esordito in prima squadra il 4 febbraio 2019 in occasione della Supercopa Uruguaya disputata contro il Peñarol.

### Nazionale
Con la nazionale Under-17 uruguaiana ha presto parte al campionato sudamericano 2017, disputando tre incontri.

## Statistiche

### Presenze e reti nei club
Statistiche aggiornate al 22 maggio 2025.
| Stagione                      | Squadra                       | Campionato                    | Campionato | Campionato | Coppe nazionali | Coppe nazionali | Coppe nazionali | Coppe continentali | Coppe continentali | Coppe continentali | Altre coppe | Altre coppe | Altre coppe | Totale | Totale | Totale |
| Stagione                      | Squadra                       | Comp                          | Pres       | Reti       | Comp            | Pres            | Reti            | Comp               | Pres               | Reti               | Comp        | Pres        | Reti        | Pres   | Reti   |        |
| ----------------------------- | ----------------------------- | ----------------------------- | ---------- | ---------- | --------------- | --------------- | --------------- | ------------------ | ------------------ | ------------------ | ----------- | ----------- | ----------- | ------ | ------ | ------ |
| 2019                          | Nacional                      | PD                            | 20+2       | 6          | -               | -               | -               | CL                 | 6                  | 0                  | SU          | 1           | 0           | 29     | 6      |        |
| 2020                          | Nacional                      | PD                            | 18+1       | 5          | -               | -               | -               | CL                 | 5                  | 2                  | -           | -           | -           | 24     | 7      |        |
| Totale Nacional               | Totale Nacional               | Totale Nacional               | 38+3       | 11         |                 | -               | -               |                    | 11                 | 2                  |             | 1           | 0           | 53     | 13     |        |
| 2021                          | Montevideo City Torque        | PD                            | 2          | 0          | -               | -               | -               | CS                 | 6                  | 0                  | -           | -           | -           | 8      | 0      |        |
| 2021                          | New York City                 | MLS                           | 21+4       | 3+1        | -               | -               | -               | -                  | -                  | -                  | LC          | 1           | 0           | 26     | 4      |        |
| 2022                          | New York City                 | MLS                           | 32+3       | 4          | USOC            | 3               | 1               | CCL                | 4                  | 2                  | CC          | 1           | 0           | 43     | 7      |        |
| 2023                          | Montevideo City Torque        | PD                            | 1          | 1          | CU              | 0               | 0               | -                  | -                  | -                  | -           | -           | -           | 1      | 1      |        |
| Totale Montevideo City Torque | Totale Montevideo City Torque | Totale Montevideo City Torque | 3          | 1          |                 | -               | -               |                    | 6                  | 0                  |             | -           | -           | 9      | 1      |        |
| 2023                          | New York City                 | MLS                           | 31         | 5          | USOC            | 1               | 0               | -                  | -                  | -                  | LC          | 3           | 2           | 35     | 7      |        |
| 2024                          | New York City                 | MLS                           | 32+4       | 12+1       | -               | -               | -               | -                  | -                  | -                  | LC          | 4           | 3           | 40     | 16     |        |
| Totale New York City          | Totale New York City          | Totale New York City          | 116+11     | 24+2       |                 | 4               | 1               |                    | 4                  | 2                  |             | 9           | 5           | 144    | 34     |        |
| 2025                          | Botafogo                      | A/RJ+A                        | 0+4        | 0          | CB              | 1               | 0               | CL                 | 2                  | 0                  | SB+RS       | 0           | 0           | 7      | 0      |        |
| Totale carriera               | Totale carriera               | Totale carriera               | 175        | 38         |                 | 5               | 1               |                    | 23                 | 4                  |             | 10          | 5           | 213    | 48     |        |

### Cronologia presenze e reti in nazionale
| Cronologia completa delle presenze e delle reti in nazionale ― Uruguay under 17 | Cronologia completa delle presenze e delle reti in nazionale ― Uruguay under 17 | Cronologia completa delle presenze e delle reti in nazionale ― Uruguay under 17 | Cronologia completa delle presenze e delle reti in nazionale ― Uruguay under 17 | Cronologia completa delle presenze e delle reti in nazionale ― Uruguay under 17 | Cronologia completa delle presenze e delle reti in nazionale ― Uruguay under 17 | Cronologia completa delle presenze e delle reti in nazionale ― Uruguay under 17 | Cronologia completa delle presenze e delle reti in nazionale ― Uruguay under 17 |
| Data                                                                            | Città                                                                           | In casa                                                                         | Risultato                                                                       | Ospiti                                                                          | Competizione                                                                    | Reti                                                                            | Note                                                                            |
| ------------------------------------------------------------------------------- | ------------------------------------------------------------------------------- | ------------------------------------------------------------------------------- | ------------------------------------------------------------------------------- | ------------------------------------------------------------------------------- | ------------------------------------------------------------------------------- | ------------------------------------------------------------------------------- | ------------------------------------------------------------------------------- |
| 26-2-2017                                                                       | Rancagua                                                                        | Uruguay under 17                                                                | 0 – 1                                                                           | Ecuador under 17                                                                | Sudamericano Sub-17 2017 - 1º turno                                             | -                                                                               | 63’                                                                             |
| 27-2-2017                                                                       | Rancagua                                                                        | Colombia under 17                                                               | 3 – 1                                                                           | Uruguay under 17                                                                | Sudamericano Sub-17 2017 - 1º turno                                             | -                                                                               |                                                                                 |
| 1-3-2017                                                                        | Rancagua                                                                        | Cile under 17                                                                   | 1 – 1                                                                           | Uruguay under 17                                                                | Sudamericano Sub-17 2017 - 1º turno                                             | -                                                                               | 68’                                                                             |
| Totale                                                                          |                                                                                 | Presenze                                                                        | 3                                                                               |                                                                                 | Reti                                                                            | 0                                                                               |                                                                                 |

## Palmarès

### Club

#### Competizioni nazionali
- Supercopa Uruguaya: 1

Nacional: 2019
- Campionato MLS: 1

New York City: 2021

#### Competizioni internazionali
- Campeones Cup: 1

New York City: 2022